# Ulrike Helmer Verlag

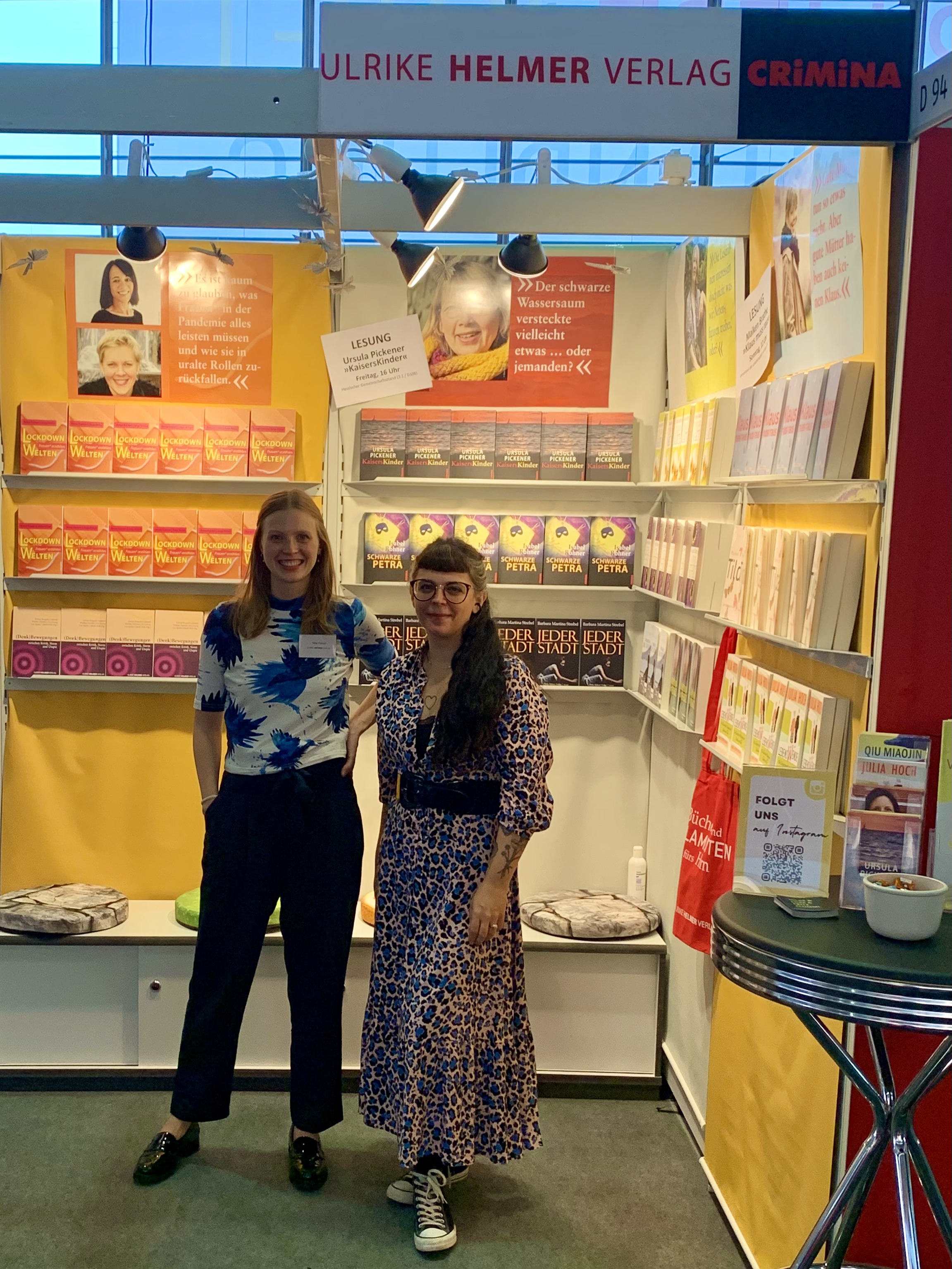
Verlegerin Sina Hauer (links) und Mitarbeiterin Julia Hoch auf der Frankfurter Buchmesse 2022

Der Ulrike Helmer Verlag ist ein unabhängiger deutscher Buchverlag mit Sitz in Sulzbach am Taunus. Gegründet wurde er 1987 in Frankfurt am Main von der Sozialwissenschaftlerin Ulrike Helmer. 

## Geschichte
Ab 1995 war der Verlagssitz Königstein im Taunus, ab 2008 Sulzbach am Taunus. 2018 erfolgte der Umzug nach Roßdorf. Seit 2022 sitzt der Verlag in Sulzbach am Taunus.
2009 wurde die Verlegerin mit der Auszeichnung Bücherfrau des Jahres des Branchen-Netzwerkes BücherFrauen e. V.  geehrt.
Der Verlag ist Mitglied des Freundeskreises der Kurt Wolf Stiftung zur Förderung einer vielfältigen Verlags- und Literaturszene.
2022 zog sich Ulrike Helmer aus dem Verlag zurück. Die Geschäftsführung übernahm Sina Hauer, die den Verlag wieder nach Sulzbach am Taunus zurückholte.

## Programm
Der Verlag veröffentlicht Romane und Krimis sowie Sachbücher und wissenschaftliche Fachliteratur. Im Zentrum des Programms steht dabei ein kritischer Blick auf die Geschlechterverhältnisse. Bislang erschienen fast 600 Titel.
In der Belletristik sind zugleich soziale Themen wie zum Beispiel Migration oder Behinderung eingewoben, die für thematische Vielfalt sorgen und Perspektiven öffnen. So reduzieren sich Romane, die sich z. B. um Liebesgeschichten zwischen Frauen drehen, weder auf das Thema lesbisches Leben noch auf lesbische Leserinnen. Belletristik-Autorinnen des Verlages sind u. a. Carolin Schairer, Daniela Schenk, Isabel Rohner, Veneda Mühlenbrink, Mirjam Müntefering, Antje Wagner und Maiken Brathe.
Unter dem Imprint CRiMiNA erscheinen Krimis, in denen es weniger um Blutrausch als um psychologische Abgründe und komplexe Lebensumstände geht.
Seine interdisziplinären Publikationen aus Frauen- und Geschlechterforschung, Gender und Queer Studies haben ihre Schwerpunkte in den Bereichen Sozial- und Politikwissenschaften, Geschichte, Pädagogik, Literatur- und Kulturwissenschaft. In der edition klassikerinnen wurden wichtige historische Werke, etwa von Fanny Lewald, wieder zugänglich gemacht. Die Sachbücher greifen soziale, politische oder (gesellschafts-)psychologische Fragen auf. Biografien berichten von Frauen, die nicht unbedingt prominent oder rundum vorbildhaft sein müssen, um zum Nachdenken anzuregen, wie beispielsweise Victoria Woodhull, Amerikas erste Präsidentschaftskandidatin (Antje Schrupp: Vote for Victoria!).
Viele der Bücher erscheinen zusätzlich als E-Books.